# Oren Smadża
Oren Smadża (hebr. אורן סמדג'ה, ur. 20 czerwca 1970 w Ofakim) – izraelski judoka. Brązowy medalista olimpijski z Barcelony.
Brał udział w dwóch igrzyskach (IO 92, IO 96). Medal wywalczył w wadze do 71 kilogramów. Jego medal był drugim olimpijskim krążkiem zdobytym dla Izraela, po pierwszy dzień wcześniej sięgnęła Ja’el Arad. W 1995 został srebrnym medalistą mistrzostw świata. Ma w dorobku brązowy medal mistrzostw Europy(1992).